# N'écoute pas
Pour plus de détails, voir Fiche technique et Distribution.
N'écoute pas (Voces, littéralement « Voix ») est un film d'horreur coproduit et réalisé par Ángel Gómez Hernández, sorti en 2020. Il s'agit du premier long métrage du réalisateur.

## Synopsis
Daniel (Rodolfo Sancho), Sara (Belén Fabra) et leur fils Eric (Lucas de Blas) âgé de huit ans, ont déménagé, il y a quelques jours, dans un nouveau manoir, perdu dans la campagne forestière. Ils le réhabilitent pour le vendre plus tard. Eric y voit une psychologue (Beatriz Arjona) à qui il dit entendre des voix dans la maison. La séance est terminée, et la psychologue assure aux parents que ce n'est que le fruit de son imagination, pensant que l'enfant doit être chamboulé par ce nouveau déménagement. Cette dernière, en pleine route, décède des suites d'un tragique accident. Une nuit, l'enfant n'est plus dans sa chambre : son père le retrouve noyé dans la piscine.
Après l'enterrement, Sara compte se reposer chez ses parents. Daniel préfère rester dans le manoir afin de continuer les travaux. Seul dans la demeure, il commence à remarquer des sons étranges à l'intérieur. Il téléphone à son épouse pour s'excuser de ne pas l'avoir accompagnée ; en même temps, il perçoit la voix d'Eric en ligne. Alors qu'il lisait déjà un livre de chevet sur le thème de l'Au-delà, il rencontre l'écrivain Germán (Ramón Barea) qui, lui-même, a perdu sa femme…

## Fiche technique
Sauf indication contraire, les informations mentionnées dans cette section peuvent être confirmées par la base de données cinématographiques IMDb,  présente dans la section « Liens externes ».
- Titre original : Voces
- Titre français : N'écoute pas
- Réalisation : Ángel Gómez Hernández
- Scénario : Santiago Díaz, d'après l'histoire de Víctor Gado et Ángel Gómez Hernández
- Musique : Jesús Díaz
- Décors : Óscar Sempere
- Costumes : Esther Vaquero
- Photographie : Pablo Rosso
- Montage : Victoria Lammers, Victoria Martín, Miguel Serón et Mario Sierra
- Production : Juan Moreno et Guillermo Sempere

Production déléguée : Sofía Aranzana, Arantxa Domingo Plasencia, Ángel Gómez Hernández, Juana Macías, Roberto Sanz Felipe et Koldo Zuazua
- Sociétés de production : Kowalski Films ; Estudio V, Feelgood, Lanube Películas et RTVE (coproductions)
- Sociétés de distribution : Entertainment One Films Spain ; Netflix (Monde)
- Pays d'origine :  Espagne
- Langue originale : Espagnol
- Format : couleur
- Genre : Horreur
- Durée : 97 minutes
- Dates de sortie :
  - Espagne : 24 juillet 2020
  - Monde : 27 novembre 2020

## Distribution
- Rodolfo Sancho (VF: Jérémie Covillault) : Daniel
- Ramón Barea : Germán
- Ana Fernández : Ruth
- Belén Fabra : Sara
- Lucas de Blas : Eric
- Beatriz Arjona : la psychologue
- Nerea Barros : Sofia
- Javier Botet : le fan de Germán
- Viti Suárez : Lucas

## Production

### Développement
En janvier 2019, on annonce qu'Ángel Gómez Hernández prépare son premier long métrage intitulé Voces et que le scénario est écrit par Santiago Díaz d'après une idée originale de Víctor Gado et du réalisateur. En novembre 2019, on annonce que les acteurs Miquel Fernández, Ramón Barea, Ana Fernández, Belén Fabra, Macarena Gómez et Lucas Blas sont engagés.

### Tournage
Le tournage a lieu dans de différents endroits à Madrid, en février 2020 pendant six semaines.

### Musique
Bien après la mini-série franco-espagnole Cannabis (2016), Jesús Díaz est engagé pour composer la musique du film.